# BMX-Rennsport-Weltmeisterschaften 2001
Die BMX-Rennsport-Weltmeisterschaften 2001 fanden vom 27. bis 29. Juli im US-amerikanischen Louisville statt. Schauplatz der Wettkämpfe war die Mehrzweckhalle Freedom Hall, wo drei Tage zuvor eine Indoor-BMX-Bahn gebaut worden war. Es gab Wettkämpfe für die Kategorien Elite und Junioren im BMX-Rennen (Männer und Frauen) sowie im Cruiser (nur Männer). Parallel zu den Weltmeisterschaften liefen Wettkämpfe für die Leistungsklasse Challenge.
Die kurzfristige Konstruktion der BMX-Anlage sorgte für mehrere Komplikationen. Die Bahn hatte nicht genügend Zeit zu trocknen, so dass Fahrer im weichen Untergrund stecken blieben und das Training nach einigen Unfällen abgebrochen wurde. Auf der zweiten Geraden waren parallel zueinander eine Strecke für die Elite und eine für die übrigen Rennklassen vorgesehen, doch die Rennleitung beschloss wegen der Probleme, den Fahrern freie Wahl der Bahn zu lassen. Über diese Entscheidung gab es Streit, der den Wettkampf geraume Zeit unterbrach, bis schließlich eine Abstimmung gehalten wurde.

## Ergebnisse
Unten angegeben ist jeweils die Rangfolge im Finale. Die genauen Zeiten sind nicht überliefert.

### Frauen Elite
| Platz | Name                |
| ----- | ------------------- |
| 1     | María Gabriela Díaz |
| 2     | Marie McGilvary     |
| 3     | Élodie Ajinça       |
| 4     | Tatjana Schocher    |
| 5     | Michelle Cairns     |
| 6     | Ellen Bollansee     |
| 7     | Karine Chambonneau  |
| 8     | Natarsha Williams   |

### Männer Elite
| Platz | Name               |
| ----- | ------------------ |
| 1     | Dale Holmes        |
| 2     | Ivo Lakučs         |
| 3     | Randy Stumpfhauser |
| 4     | Jason Richardson   |
| 5     | Warwick Stevenson  |
| 6     | Brandon Meadows    |
| 7     | Nathan Berkheimer  |
| 8     | Luke Madill        |

| Platz | Name               |
| ----- | ------------------ |
| 1     | Christophe Lévêque |
| 2     | Dale Holmes        |
| 3     | Randy Stumpfhauser |
| 4     | Sébastien Paradis  |
| 5     | Neal Wood          |
| 6     | Thierry Fouilleul  |
| 7     | Jamie Hildebrandt  |
| 8     | Thomas Allier      |

### Juniorinnen
| Platz | Name             |
| ----- | ---------------- |
| 1     | Michelle Meandro |
| 2     | Héléna Aubry     |
| 3     | Jamie Lilly      |
| 4     | Jana Horáková    |
| 5     | Willy Kanis      |
| 6     | Lydia Faure      |
| 7     | Stacy Patton     |
| 8     | Charley Young    |

### Junioren
| Platz | Name               |
| ----- | ------------------ |
| 1     | Donny Robinson     |
| 2     | Ian Stoffel        |
| 3     | Jérémy Cotte       |
| 4     | Henrik Baltzersen  |
| 5     | Grégory Moreira    |
| 6     | Ronnie Dugdell     |
| 7     | A. J. Zabojnik     |
| 8     | Vance Wiesendanger |

| Platz | Name             |
| ----- | ---------------- |
| 1     | Donny Robinson   |
| 2     | Clément Doby     |
| 3     | Ian Stoffel      |
| 4     | Pablo Gutierrez  |
| 5     | Ryan Nelson      |
| 6     | Laurence Mapp    |
| 7     | Shane Agalawatta |
| 8     | Santiago Duque   |

## Medaillenspiegel
| Platz  | Land               | Gold | Silber | Bronze | Gesamt |
| ------ | ------------------ | ---- | ------ | ------ | ------ |
| 1      | Vereinigte Staaten | 3    | 2      | 4      | 9      |
| 2      | Frankreich         | 1    | 2      | 2      | 5      |
| 3      | Großbritannien     | 1    | 1      | 0      | 2      |
| 4      | Argentinien        | 1    | 0      | 0      | 1      |
| 5      | Lettland           | 0    | 1      | 0      | 1      |
| Gesamt | Gesamt             | 6    | 6      | 6      | 18     |